# Elisen-Polka
Elisen-Polka (Polka d'Élise) est une polka française de Johann Strauss II (op. 151). L'œuvre est créée le 7 mai 1854 au Volksgarten de Vienne.

## Histoire
Cette polka est la première « polka française » à être interprétée par Johann Strauss à Vienne. Ce genre est une variante française de la polka classique, qui rompt avec ses racines bohèmes polonaises et est comparativement plus élégante et plus douce. Ce nouveau style devient rapidement populaire à Vienne et, outre Strauss lui-même, de nombreux autres compositeurs de l'époque composent des œuvres dans ce style. Le titre de cette polka vient probablement d'une dame du monde nommée Élise, qui, selon les projets de la mère de Johann Strauss, doit devenir son épouse. Mais cela ne se produit pas. A cette époque, il y a aussi une rumeur non confirmée selon laquelle le titre est un hommage à l'impératrice Élisabeth d'Autriche-Hongrie.

## Durée
Sa durée d'exécution est d'environ 3 minutes et 30 secondes. Elle peut varier légèrement selon l'interprétation musicale du chef d'orchestre.

## Interprétations notables
En 2002, la pièce est jouée lors du célèbre concert du nouvel an à Vienne, sous la direction de Seiji Ozawa. 